# Episodi de Il brivido dell'imprevisto (nona stagione)
La nona e ultima stagione della serie televisiva Il brivido dell'imprevisto è stata trasmessa in anteprima nel Regno Unito dalla Independent Television tra il 18 dicembre 1987 e il 13 maggio 1988.
| nº | Titolo originale         | Titolo italiano        | Prima TV Regno Unito | Prima TV Italia |
| -- | ------------------------ | ---------------------- | -------------------- | --------------- |
| 1  | Skeleton in the Cupboard | Un segreto di famiglia | 18 dicembre 1987     |                 |
| 2  | The Colonel's Lady       |                        | 8 gennaio 1988       |                 |
| 3  | The Surgeon              |                        | 15 gennaio 1988      |                 |
| 4  | The Verger               |                        | 22 gennaio 1988      |                 |
| 5  | The Facts of Life        |                        | 29 gennaio 1988      |                 |
| 6  | Wink Three Times         |                        | 15 aprile 1988       |                 |
| 7  | The Dead Don't Steal     | I morti non rubano     | 22 aprile 1988       |                 |
| 8  | The Finger of Suspicion  |                        | 29 aprile 1988       |                 |
| 9  | A Time to Die            | Un piano perfetto      | 6 maggio 1988        |                 |
| 10 | Mr. Know-All             |                        | 13 maggio 1988       |                 |